# Tritopatores
En la mitología griega los Tritopatores (en griego Τριτοπάτορες, Tritopátores, esto es, los «tres ancestros») son tres dioses benévolos de los vientos, venerados en Atenas como deidades del matrimonio, el parto y el hogar. Se los mencionan en el léxico bizantino de la Suda.
En esa obra se nos dice que los Tritopatores son dioses de los vientos atenienses (o guardianes de los vientos) a los que los atenienses rezan y ofrecen sacrificios cuando están a punto de casarse o desean concebir hijos. Se dice que algunos autores los convierten en los seres primogénitos de todos ellos, mientras que otros los hacen descendientes de la diosa tierra Gea por el dios sol Helios (a menudo identificado con Apolo). Se dan sus nombres como Almácides, Protocles y Protocleonte (respectivamente, Ἀμαλκείδης, Πρωτοκλῆς y Πρωτοκλέων), pero también dice que alternativamente son Coto, Briareo y Giges (mezclándolos con los Hecatonquiros, quienes descienden de Gea y Urano).
Furtwangler sugirió que la figura de tres cuerpos del frontón del Hecatompedón en la Acrópolis de Atenas se supone que representa a los Tritopatores, basándose en el prefijo tri- («tres») de su nombre; dicho esto, no hay pruebas de que se pensara que los Tritopatores fueran tres cuerpos con unidos en una sola cola, ya que son tres seres separados.
Compárese el nombre de los Tritopatores de la Suda con los Dioscuros de Cicerón: «Los primeros Dioscuros, tres en número, se llaman 'Anactes' en Atenas (Tritopátreo, Eubúleo y Dioniso)». Boccaccio dice que Tritopatreo es uno de los hijos de Júpiter, hijo de Éter.